# Мишел Бријер
Мишел Бријер (енгл. Michel Brière; Малартик, 21. октобар 1949 — Монтреал, 13. април 1971) био je канадски професионални хокејаш. Погинуо је у саобраћајној несрећи 1971. године.

## Каријера
Бријер је изабран на драфту 1969. године као 26 пик од стране Питсбург пенгвинса. Током своје јуниорске каријере наступао је за Шевиниген бруинсе, за које је постигао 129 гола и имао 191 асистенцију на 100 утакмица.
Током своје једине сезоне у НХЛ-у био је један од најзаслужнијих играча што су се Пингвини пласирали у полуфинале доигравања. Постигао је 12 голова и имао 32 асистенције и са укупно 44 поена био трећи најефикаснији играч Питсбурга. У том тренутку многи скаути су му предвиђали светлу будућност.
Свој први гол у НХЛ-у, Бријер је постигао 1. новембра 1969. године у мечу са Минесота Норт старсима када је у трећој трећини савладао голмана Кена Бродерика. У плеј офу је предводио екипу са осам поена. Свој први гол у продужетку је постигао 12. априла 1970. године. Питсбург је елиминисан у полуфиналу са 4:2 у победама од Сент Луис блуза. Проглашен је за најбољег новајлију у екипи Питсбурга у сезони 1969/70.

## Смрт
Након завршетка сезоне, Бријер се вратио у Квебек где је требало 6. јуна 1970. године да се ожени са девојком Michele Beaudoin са којом је имао једногодишњег сина Мартина.
Трагедија се догодила 15. маја у 9 сати увече када је Бриер имао саобраћајну несрећу са још два пријатеља. Током несреће он је испао из свог наранџастог Меркјури Кугуара из 1970. године на ауто-путу 117 у Вал д`Ору, 70 mi (110 km) од његовог родног града Малартика. Новајлија Пингвина претрпео је тешке повреде главе. Бријер је владиним авионом пребачен у 300 mi (480 km) удаљену болницу Нотр Дам у Монтреалу. У Монтреалу, канадски најбољи неурохирург, доктор Клод Бертранд извршио је прву од четири операције мозга и изнео прогнозу да су шансе 50:50, да Бријер остане жив. Док је Бријер био у болници, Пингвини су отпочели своју предсезону у Брантфорду. Тада је тренер Кен Кларксон додао Бријерово име на један дрес. Дрес је заједно са Бријеровом торбом са опремом путовао са тимом целу сезону 1970/71.
Десет месеци касније Мишел Бријер је 27. марта пребачен у Монтреал, у болницу за рехабилитацију. Пингвини су сезону завршили 4. априла када су одиграли 1:1 са Сент Луисом и нису успели да се пласирају у доигравање. Девет дана касније, након што је провео 11 месеци у коми Бријер је преминуо у 16 часова и 20 минута. Помен је одржан у катедрали Сент Паул у Питсбургу, коме су присуствовали званичници и играчи Питсбурга.

## Заоставштина
Бријеров дрес са бројем 21 није одмах повучен из употребе, али га нико више није носио. Мишел Бријер и Марио Лемју су једина два играча у Питсбургу чији су дресови повучени из употребе. Званично Бријеров број је повучен 5. јануара 2001. године.
Јуниорска хокејашка лига Квебека (QMJHL) је награду за најбољег играча назвала по Мишелу Бријеру 1972. године. Питсбург пенгвинси су по њему назвали награду за најбољег новајлију.

## Клупска статистика
| 1969/70    | Питсбург пенгвинси | НХЛ        | 76 | 12 | 32 | 44 | 20 | 10 | 5 | 3 | 8 | 17 |
| НХЛ укупно | НХЛ укупно         | НХЛ укупно | 76 | 12 | 32 | 44 | 20 | 10 | 5 | 3 | 8 | 17 |